# Sealand-New-York-Typ
Die  Containerschiffe des Sealand-New-York-Typ wurden in Südkorea für mehrere Reedereien gebaut.

## Geschichte
Die vom Schiffbauunternehmen Hyundai Heavy Industries in Ulsan entwickelte Baureihe wurde dem Jahr 2000 an die betreffenden Auftraggeber abgeliefert. Die namensgebende Sealand New York wurde im Jahr 2000 als erstes einer Fünferserie an die Athener Reederei Costamare übergeben. Es folgten im Wechsel weitere Costamare-Einheiten, die an Maersk verchartert wurden, acht Einheiten für die Schweizer Mediterranean Shipping Company und abschließend ein Schiff für die Glückstädter Reederei Wulff.

## Beschreibung

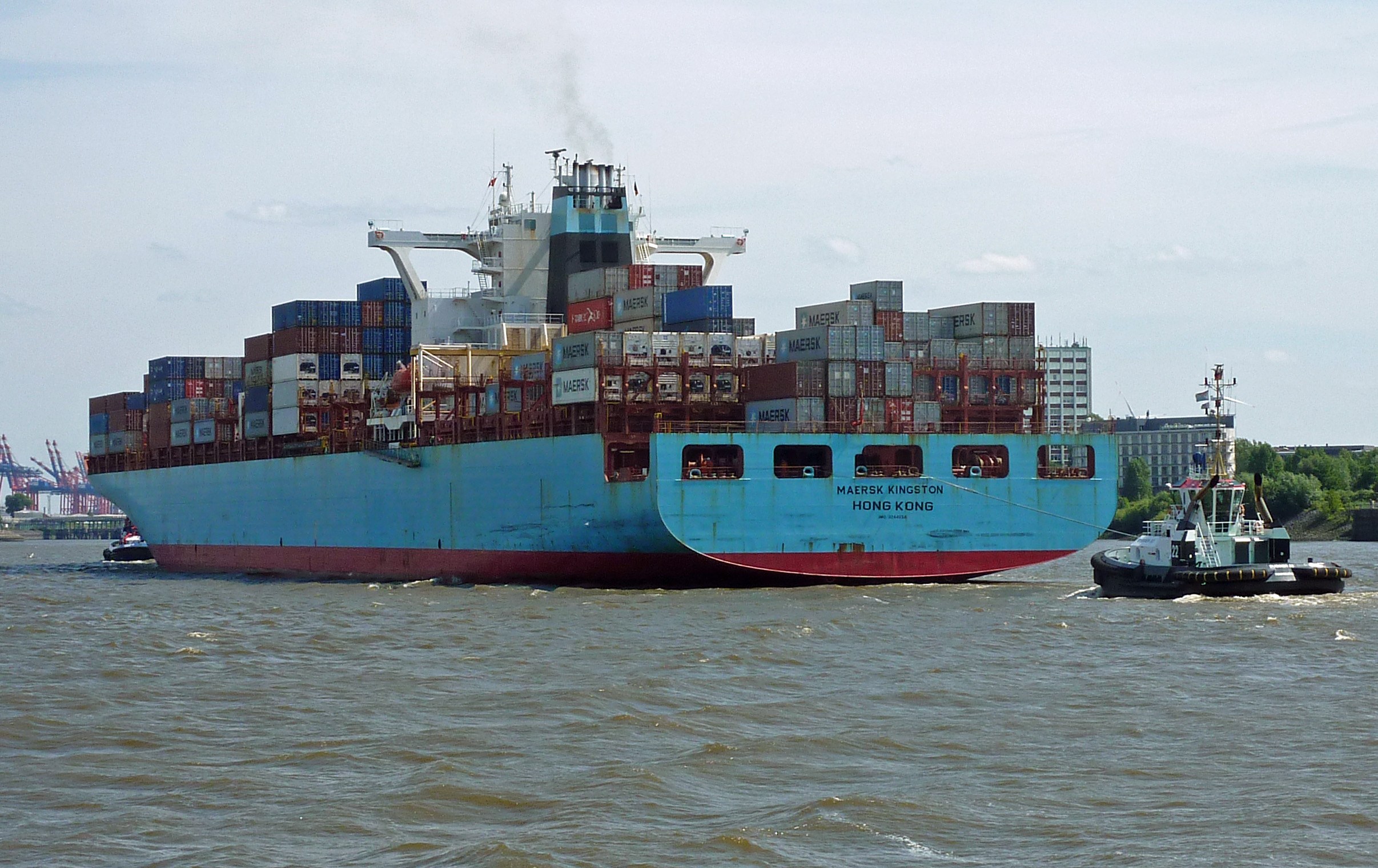
Heckansicht der Maersk Kingston (ex Maersk Kobe)

Die Schiffe zählen zu den Post-Panamax-Containerschiffen, deren Schiffsaufbauten etwa auf vier Fünftel der Länge achtern angeordnet sind. Die Schiffe besitzen acht mit Cellguides ausgerüstete Laderäume, von denen sechs vor und zwei hinter dem Decksaufbau liegen und durch drei nebeneinander angeordnete Pontonlukendeckeln verschlossen werden. Schiffbaulich ist der in Zusammenarbeit mit dem Germanischen Lloyd entwickelte Entwurf ohne Längsherfte ausgeführt. Die Vorteile der neuartigen Konstruktion liegen im größeren Laderaumvolumen und den verringerten Baukosten. In den Laderäumen können auf diese Weise 14 Reihen Container nebeneinander und neun Lagen übereinander gestaut werden. An Deck ist außer dem Transport der üblichen 20- und 40-Fuß-Container auch die Stauung von überlangen 45-Fuß-Containern möglich. Die Gesamtkapazität beträgt 6250 TEU, von denen 3130 TEU in den Laderäumen und 3120 TEU an Deck gestaut werden können. Bei späteren Bauten erhöhte sich die maximale Kapazität auf bis zu 6700 TEU. Es sind 500 Anschlüsse für Kühlcontainer vorhanden. Die Laderäume 1 bis 5 sind für den Transport von gefährlicher Ladung der SOLAS-Klassen 8 und 2 ausgelegt.
Der verwendete Hauptmotor wirkt direkt auf einen Festpropeller, dessen Spitzen ein Profil erhalten haben, das Kavitation vermindern soll. Die Bordenergie wird durch Hilfsdiesel und einen Notdiesel bereitgestellt. Zur Unterstützung der An- und Ablegemanöver sind die Schiffe mit einem Bugstrahlruder ausgerüstet. Das Unterwasserschiff der Einheiten ist mit einem selbstpolierenden Antifouling versehen und die Ballastwassertanks verfügen über Opferanoden gegen auftretende Korrosion.

## Die Schiffe (Auswahl)
| Sealand-New-York-Typ         | Sealand-New-York-Typ | Sealand-New-York-Typ | Sealand-New-York-Typ                              | Sealand-New-York-Typ                                  | Sealand-New-York-Typ |
| Bauname                      | Baunummer            | IMO-Nummer           | Kiellegung Stapellauf Ablieferung                 | Auftraggeber Reederei                                 | Spätere Namen und Verbleib                                                                                                 |
| ---------------------------- | -------------------- | -------------------- | ------------------------------------------------- | ----------------------------------------------------- | --- |
| Sealand New York             | 1208                 | 9196838              | - 8. Mai 2000                                     | Costamare, Athen                                      | York (2018), MSC York VII (2022)                                                                                           |
| Sealand Virginia             | 1209                 | 9196840              | - 30. Juni 2000                                   | Costamare, Athen                                      | Safmarine Himalaya (2007), Maersk Kobe (2007), Kobe (2020), ZIM Tampa (2021)                                               |
| Sealand Washington           | 1210                 | 9196852              | - 24. August 2000                                 | Costamare, Athen                                      | MSC Alma VII (2023) |
| Sealand Michigan             | 1211                 | 9196864              | - 20. Oktober                                     | Costamare, Athen                                      | MSC Michigan VII (2022) |
| Sealand Illinois             | 1212                 | 9197545              | 13. Juni 2000 5. September 2000 1. Dezember 2000  | Costamare, Athen                                      | MSC Illinois VII (2022) |
| MSC Melissa                  | 1352                 | 9226918              | 20. August 2001 30. November 2001 1. Januar 2002  | -                                                     | - |
| MSC Marianna                 | 1353                 | 9226920              | 8. Oktober 2001 25. Februar 2002 1. März 2002     | -                                                     | - |
| MSC Barbara                  | 1354                 | 9226932              | 4. Dezember 2001 16. März 2002 1. Mai 2002        | -                                                     | - |
| MSC Michaela                 | 1355                 | 9230488              | 26. Dezember 2001 5. April 2002 30. Mai 2002      | -                                                     | - |
| MSC Loretta                  | 1356                 | 9230490              | 29. Januar 2002 11. Mai 2002 1. Juni 2002         | -                                                     | - |
| Maersk Kolkata               | 1426                 | 9244922              | 9. Juli 2002 26. Oktober 2002 13. Januar 2003     | Costamare, Athen                                      | MSC Kolkata (2016), Maersk Kolkata (2017), ZIM Vietnam (2022)                                                              |
| Maersk Kobe                  | 1427                 | 9244934              | 11. Dezember 2002 28. Februar 2003 28. April 2003 | Costamare, Athen                                      | abgeliefert als Safmarine Antwerp, Maersk Kingston (2008), MSC Kingston (2016), Maersk Kingston (2018), ZIM America (2022) |
| Maersk Kalamata              | 1428                 | 9244946              | 22. Januar 2003 13. April 2003 11. Juni 2003      | Costamare, Athen                                      | MSC Kalamata (2016), Maersk Kalamata (2018), MSC Kalamata VII (2023)                                                       |
| MSC Viviana                  | 1458                 | 9256755              | 22. Januar 2003 12. April 2003 12. Juni 2003      | Freesia International Corporation, Panama MSC, Neapel | MSC Methoni (2011), Methoni (2021)                                                                                         |
| MSC Marina                   | 1506                 | 9275971              | 7. Juli 2003 2. Oktober 2003 24. November 2003    | -                                                     | - |
| MSC Stella                   | S196                 | 9279989              | 14. Februar 2004 28. April 2004 7. Juli 2004      | -                                                     | - |
| Ilse Wulff                   | 1944                 | 9401271              | 17. November 2008 27. Januar 2009 11. März 2009   | Reederei Hermann Wulff John-Peter Wulff, Glückstadt   | abgeliefert als AL Khor, Ilse Wulff (2012), Crete I (2016), GFS Galaxy (2021)                                              |
| Daten: Equasis, grosstonnage |                      |                      |                                                   |                                                       | |